# صبح البشكنجية (أورورا)

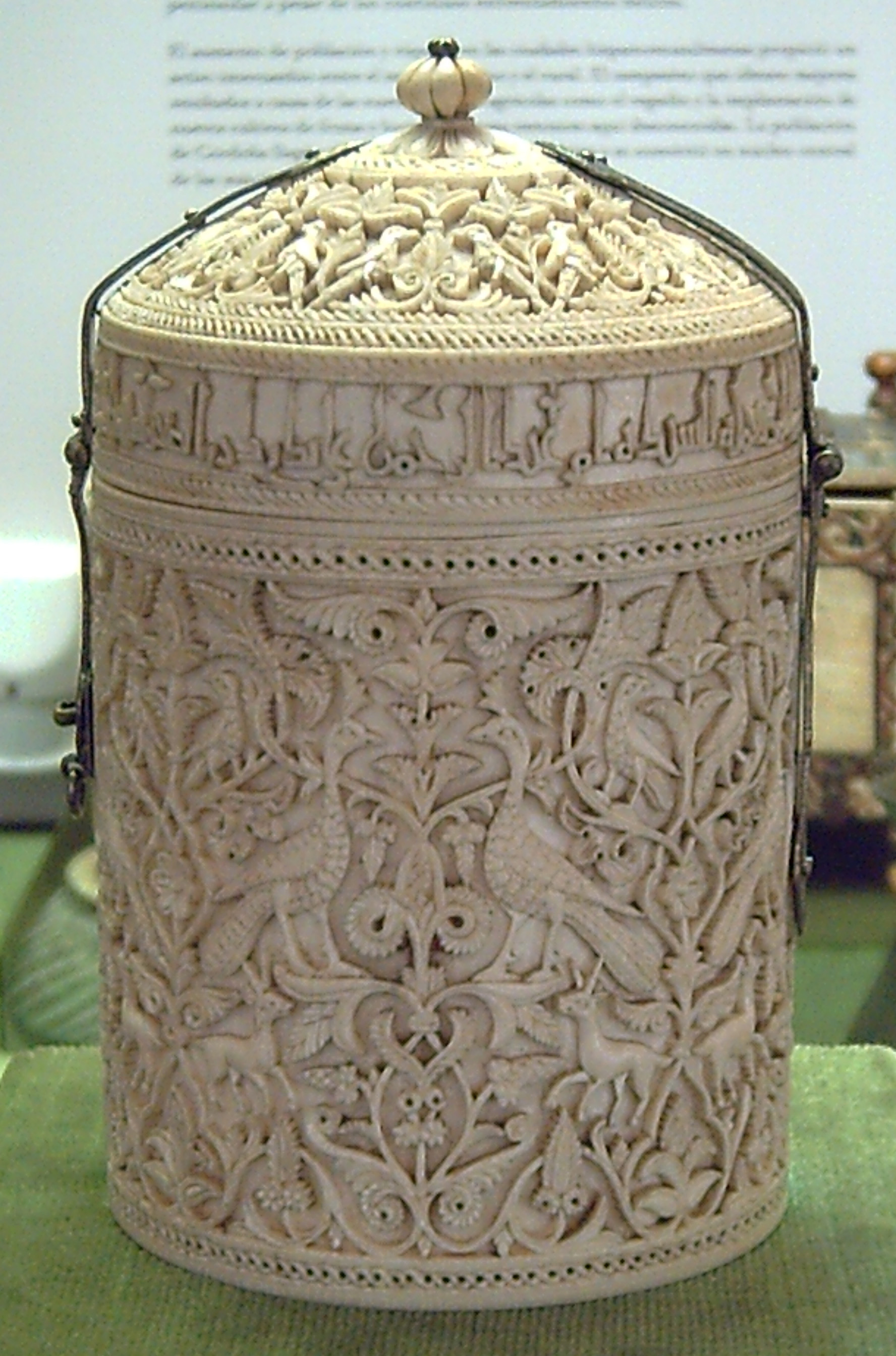
هدية الخليفة إلى صبح بعد انجابها ابنه الأول سنة 966، حسب ما يشير تسجيل الوعاء، متحف الآثار الوطني الإسباني، مدريد.

صبح البشكنجية أو صبيحة أو أورورا (المتوفاة عام 390 هـ تقريبًا) جارية الخليفة الحكم المستنصر بالله وأم ولديه عبد الرحمن وهشام، والوصية على عرش الخلافة في بداية عهد ابنها الخليفة هشام المؤيد بالله.

## حياتها
ظهرت صبح البشكنجية كجارية في بلاط الخلافة في أوائل عهد الخليفة الحكم المستنصر بالله، وليس هناك ما يعرف عن نشأتها وحياتها الأولى، وقد شغف بها الحكم وحظيت عنده واستأثرت لديه بالنفوذ والرأي، خاصة بعدما أنجبت له ابنه الأول عبد الرحمن عام 351هـ الذي توفي طفلا ومن بعده ولده هشام. كما كانت كلمة صبح مسموعة في تعيين الوزراء ورجال الدولة والبطانة وأغلب شؤون الدولة، وكان لصبح الدور الأكبر في تقديم محمد بن أبي عامر وتنصيبه في مهام كبيرة بعد إعجابها بذكائه ومواهبه وظرف شمائله.

## وصايتها على عرش الخلافة
توفي الخليفة الحكم المستنصر وكان ولي عهده وابنه هشام ما زال في الثانية عشرة من عمره، مما استوجب وجود وصي على عرشه. تولت صبح الوصاية على ابنها، بدعم من الحاجب جعفر بن عثمان المصحفي وحليفها صاحب الشرطة ورجل الدولة القوي محمد بن أبي عامر. بعد وفاة الحكم، لم تمض أيام حتى أصدر الخليفة الجديد مرسومًا بتعيين جعفر المصحفي حاجبًا وترقية ابن أبي عامر لرتبة الوزارة. توطّدت العلاقات بين صبح وابن أبي عامر، حتى أصبحت فضيحة تناقلتها الألسنة، ودارت حولها الأناشيد والأشعار الشعبية. مكّنت صبح محمد بن أبي عامر من تولي كل سلطة وكل أمر، مما ساعد ابن أبي عامر على إزاحة منافسيه على السلطة الواحد تلو الآخر. ثم نهج ابن أبي عامر الذي غدا بعد ذلك أن أصبح حاجب الخلافة بعد أن أزاح الحاجب جعفر المصحفي، نهجًا جديدًا بأن حجر على الخليفة الصبي ولم يسمح لأحد بمخالطته، بل وإن خرج من القصر ألبسه بُرنسًا فلا يُعرف، وأحاطه بالجند ليمنع العامة من الوصول إليه، ثم أقام سورًا وخندقًا حول قصر الخلافة، ليحكم حجره على الخليفة.
ومع تلك التطورات، أدركت صبح خطورة الأحداث على عرش ولدها، غير أنه بعد أن تمكن الحاجب المنصور من كل السلطات، لم يعد في قدرة صبح مواجهته مواجهة مباشرة، فأشاعت بين العامة أن المنصور يسجن الخليفة ويحكم رغمًا عنه ويغتصب سلطته. ثم ألّبت عليه القائد غالب من جهة، ثم راسلت زيري بن عطية حاكم المغرب الأقصى لنصرة ولدها، وأرسلت أموالا اليه ليجهز جيشه ويعبر إلى الأندلس. فطن المنصور لذلك، فلجأ أولاً إلى رفع يدها عن أموال خزائن القصر الخليفي التي كانت تقوم بتهريبها بواسطة فتيانها، فأرسل ابن أبي عامر ابنه عبد الملك بقوة وجمع من العلماء والوزراء إلى قصر الخلافة بقرطبة، وخاطب الخليفة هشام في أمر الأموال التي تهربها والدته، وطلب أن تنقل كل الأموال من قصر الزهراء إلى قصر الزاهرة.
وبعد أن فشلت محاولات صبح البشكنجية في استرجاع ملك ابنها الأموي والتغلب على سطوة الحاجب المنصور، اعتزلت ورضخت للمصير الذي آل إليه ولدها بعد أن ساهمت في صنع ذلك المصير، وتوفيت السيدة صبح أم المؤيد هشام قبيل وفاة المنصور وكان ذلك في حوالي سنة 390 هـ.

## في الأعمال الفنية
في عام 1989، أدت الممثلة فردوس عبد الحميد دور صبح البشكنجية في المسلسل المصري فتى الأندلس، وفي عام 2003، قامت الممثلة نسرين طافش بأداء دور صبح البشكنجية في المسلسل السوري ربيع قرطبة.

## وصلات خارجية
- صبح، بيوغرافيا نساء اندلسيات. (بالإسبانية)